# Road Rash II
Road Rash II är ett racingspel utvecklat och utgivet av Electronic Arts till Sega Mega Drive, släppt 1993. Det är uppföljaren till Road Rash och upplägget i spelet har flera likheter med föregångaren.
Tävlingsbanorna i spelet är denna gång placerade i delstaterna Alaska, Hawaii, Tennessee, Arizona och Vermont i USA. Nya tillskott är bland annat ett lustgassystem hos motorcyklarna som under en kortare tid får dem att nå extra hög hastighet, samt ett spelläge där två spelare kan spela mot varandra.

### Fotnoter
1. 1 2 3  Road Rash II Arkiverad 4 mars 2012 hämtat från the Wayback Machine. på Gamefaqs